# Rhynchostegiella densa
Rhynchostegiella densa là một loài rêu trong họ Brachytheciaceae. Loài này được Milde Loeske mô tả khoa học đầu tiên năm 1907.